# James Smith (delegat)
James Smith (ur. 17 września 1713 w Irlandii, zm. 11 lipca 1806 w York (Pensylwania) – amerykański polityk, delegat Kongresu Kontynentalnego ze stanu Pensylwania, sygnatariusz Deklaracji Niepodległości Stanów Zjednoczonych.

## Życiorys
James Smith, urodził się w Irlandii; wyemigrował do Stanów Zjednoczonych wraz z ojcem w 1727 r.; osiedlili się w stanie Pensylwania; realizował studia klasyczne, uczęszczał do Akademii w Filadelfii; pracował jako geodeta w Hrabstwie Cumberland; studiował prawo, został przyjęty do palestry w 1745 r. i rozpoczął praktykę w Shippensburg, stanie Pensylwania; przeniósł się do Yorku w stanie Pensylwania; członek Kongresu Kontynentalnego w latach 1776/78; generał milicji państwowej; zmarł w miejscowości York w stanie Pensylwania.